# 1er Amour
1er Amour è un film del 2013 diretto da Guillaume Sylvestre e basato sul racconto Primo amore dell'autore russo Ivan Turgenev.

## Trama
Durante l'estate dei suoi tredici anni, Antoine va in vacanza con i suoi genitori su un'isola del Saint-Laurent. Ben presto perderà la testa per la sua vicina di casa, Anna una ragazza di diciassette anni che vive con la madre single.

## Produzione
Il film è stato girato con un budget di 500 000 dollari.